# 美里玲菜
美里 玲菜（みさと れいな、12月30日 - ）は、元宝塚歌劇団花組の娘役。
兵庫県川西市、梅花高校出身。身長163cm。愛称は「みさこ」。

## 来歴
2016年4月、宝塚音楽学校入学。
2018年4月、宝塚歌劇団に104期生として入団。入団時の成績は29番。星組宝塚大劇場公演『ANOTHER WORLD／Killer Rouge』で初舞台。その後、花組に配属。
2024年5月26日、『アルカンシェル』東京公演千秋楽をもって、宝塚歌劇団を退団。

## 人物
姉は元宝塚歌劇団星組トップ娘役の綺咲愛里。

## 宝塚歌劇団時代の主な舞台

### 初舞台
- 2018年4月～6月、 『ANOTHER WORLD／Killer Rouge』（宝塚大劇場のみ）

### 花組時代
- 2018年7月～10月、『MESSIAH -異聞・天草四郎-／BEAUTIFUL GARDEN −百花繚乱−』
- 2018年11月～12月、『蘭陵王 ―美しすぎる武将―』（梅田芸術劇場シアタードラマシティ・KAAT神奈川芸術劇場）桂妃
- 2019年2月～4月、『CASANOVA』新人公演：サトゥールノ（本役：咲乃深音）
- 2019年6月～7月、『花より男子』（赤坂ACTシアター）久保和子
- 2019年6月、『恋スルARENA』（横浜アリーナ）[注釈 1]
- 2019年8月〜11月、『A Fairy Tale -青い薔薇の精-／シャルム！』精霊ダンサー、新人公演：愛人（本役：華雅りりか）、精霊ダンサー
- 2020年1月、『DANCE OLYMPIA -Welcome to 2020-』（東京国際フォーラム ホールC）
- 2020年7月～11月、『はいからさんが通る』
- 2021年1月～2月、『NICE WORK IF YOU CAN GET IT』（東京国際フォーラム ホールC・梅田芸術劇場メインホール）リリー
- 2021年4月～7月、『アウグストゥス -尊厳ある者-／Cool Beast!!』
- 2021年8月～9月、『哀しみのコルドバ／Cool Beast!!』（全国ツアー）
- 2021年11月～2022年2月、『元禄バロックロック／The Fascination!』ユズ、新人公演：キキョウ（本役：都姫ここ）
- 2022年3月～4月、『TOP HAT』（梅田芸術劇場メインホール）リン
- 2022年6月～9月、『巡礼の年〜リスト・フェレンツ、魂の彷徨〜／Fashionable Empire』
- 2022年10月～11月、『殉情』（宝塚バウホール）ユリコ[注釈 2]
- 2023年1月～3月、『うたかたの恋／ENCHANTEMENT -華麗なる香水-』新人公演：マリー・ヴァレリーー（本役：都姫ここ）
- 2023年5月、『舞姫 -MAIHIME-』（宝塚バウホール）アーニャ
- 2023年7月～10月、『鴛鴦歌合戦／GRAND MIRAGE!』すずめ、新人公演：尼僧（本役：琴美くらら）
- 2023年11月～12月、『激情 -ホセとカルメン-／GRAND MIRAGE!』（全国ツアー）エステル
- 2024年2月～5月、『アルカンシェル』新人公演：ポーラ[注釈 3]（本役：一之瀬航季）　退団公演

## 宝塚歌劇団退団後の主な活動
- 2024年10月～11月、『“Le gai mariage”「ル・ゲィ・マリアージュ～愉快な結婚～」～ストレートプレー～』（六本木トリコロールシアター）[3]